# إمبي دي ميناس
إمبي دي ميناس بلدية في ولاية ميناس جيرايس في المنطقة الجنوبية الشرقية من البرازيل.